# قط أمريكي ملتف الأذن

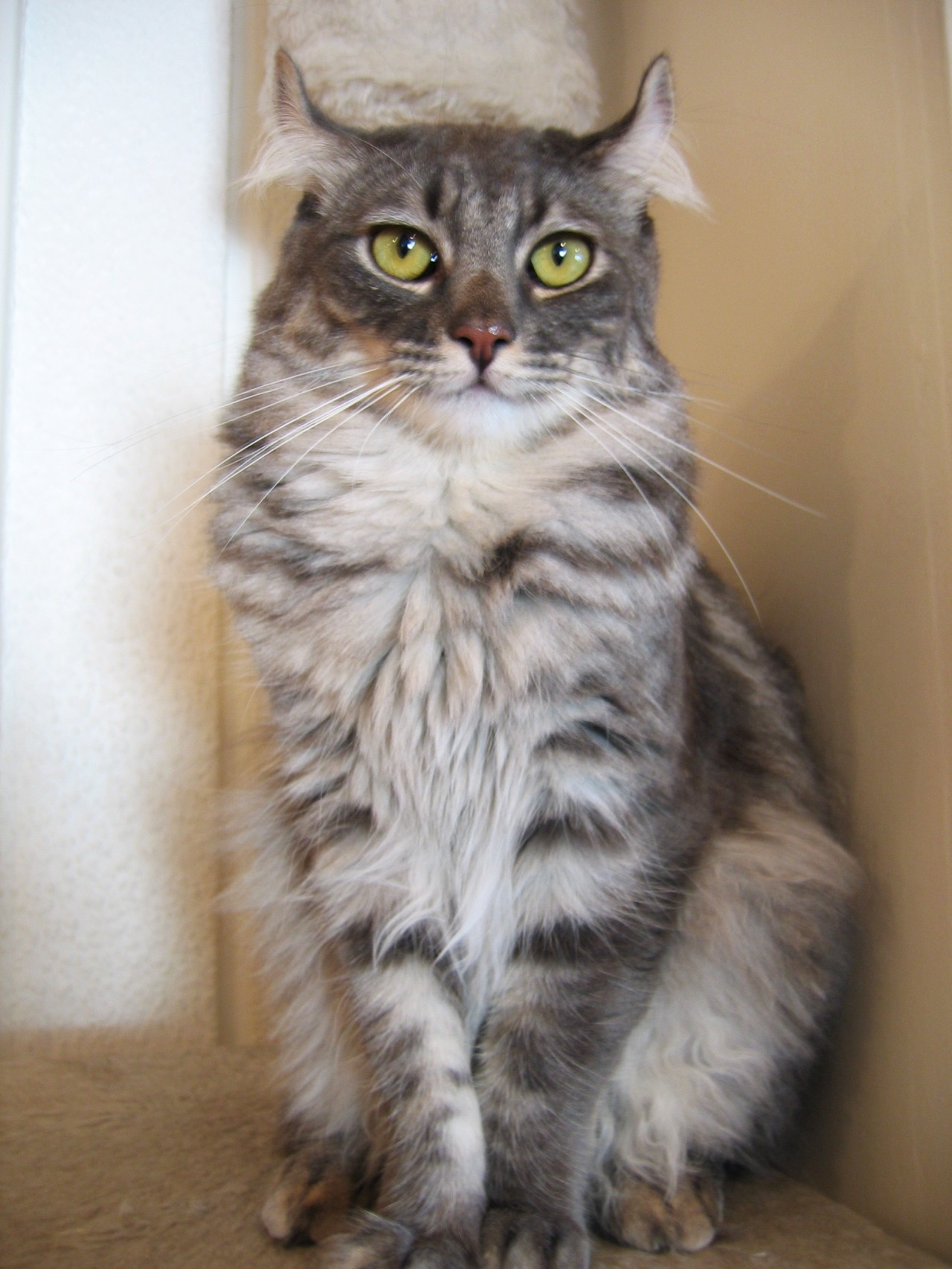

القط الأمريكي الملتف الأذن تنحدر هذه السلالة من قطة ضالة وجدت في كلفورنيا سنة 1981م وهي ملتفة الآذان إلى الأعلى نتيجة جين طبيعي، ولهذا القط شكل وهيئة غريبة يقظة نتيجة هذا الالتفاف في الأذن، ولكن القط على عكس مظهره فهو هادئ ومحبوب، ونظراً لأن هذا النوع عاش عدة أجيال كقط ضال فإنه يحمل صفات عدة من أنواع القطط مثل الشعر الطويل أو القصير والوجه الدائري أو الطويل.